# Sagina decumbens
Sagina decumbens là loài thực vật có hoa thuộc họ Cẩm chướng. Loài này được (Elliott) Torr. & A. Gray miêu tả khoa học đầu tiên năm 1838.